# Réserve ornithologique de Kausmofjæra
La réserve ornithologique de Kausmofjæra est une réserve ornithologique norvégienne située dans la commune de Verdal, Comté de Trøndelag, créée en 2003 afin de "protéger la vie des oiseaux et ses habitats dans un lieu où la terre et les eaux souterraines sont importantes, ainsi que la faune et la flore liées à cet environnement et aux oiseaux ". En 2014, le site est enregistré dans la  liste des sites ramsar norvégiens grâce à son inclusion dans le Système de zones humides du Trondheimsfjorden,.
Kausmofjæra est une zone d'estran et d'eau souterraine avec environ 2 km de la plage, sur la partie nord de l'estuaire de la rivière Verdalselva. La zone représente un type de paysage de delta fluvial qui devient rare en Norvège. La zone borde au sud la réserve naturelle de Ørin.